# Departure Songs
| Оценки критиков  | Оценки критиков |
| Источник         | Оценка          |
| ---------------- | --------------- |
| Allmusic         | [ 1 ]           |
| ContactMusic.com | [ 2 ]           |
| Echoes           | #1-2012         |

Departure Songs — пятый полноформатный студийный альбом и первый двойной альбом американской пост-рок/эмбиент-группы Hammock, выпущенный в октябре 2012 года на собственном лейбле Hammock Music.

## Об альбоме
Departure Songs получил множество положительных отзывов, и в целом был воспринят критиками достаточно позитивно. Так, Джон Дилиберто, радиоведущий станции «Echoes» назвал Departure Songs лучшим альбомом 2012 года в своем чарте Топ-10. 
Нед Реггет отметил в своем обзоре для AllMusic что, "пятый альбом Hammock продолжает идею предыдущего альбома, но является более раскрытой и укрепленной версией".
Мэтт Джилли с радиостанции Fluid Radio утверждает, что альбом "вероятно, ближе всего к эмбиент/пост-рок-опере которой еще никому не удавалось написать, и если кто-то собирается написать еще одну, вероятнее всего, это будет Hammock".

## Список композиций
Слова и музыка всех песен — Марк Бирд и Эндрю Томпсон.
| №                   | Название                                            | Длительность |
| ------------------- | --------------------------------------------------- | ------------ |
| 1.                  | «Cold Front»                                        | 6:56         |
| 2.                  | «Ten Thousand Years Won't Save Your Life»           | 6:27         |
| 3.                  | «Together Alone»                                    | 7:07         |
| 4.                  | «Artificial Paradises»                              | 5:18         |
| 5.                  | «(Tonight) We Burn Like Stars That Never Die»       | 6:26         |
| 6.                  | «Pathos»                                            | 6:45         |
| 7.                  | «Awakened, He Heard Only Silence»                   | 3:01         |
| 8.                  | «Words You Said... I'll Never Forget You Now»       | 6:32         |
| 9.                  | «Tape Recorder»                                     | 6:05         |
| 10.                 | «Frailty (For the Dearly Departed)»                 | 6:52         |
| 11.                 | «Dark Circles»                                      | 6:13         |
| 12.                 | «(Let's Kiss) While All the Stars Are Falling Down» | 6:51         |
| 13.                 | «All Is Dream and Everything Is Real»               | 5:57         |
| 14.                 | «Mute Angels»                                       | 4:55         |
| 15.                 | «Hiding But Nobody Missed You»                      | 5:05         |
| 16.                 | «We Could Die Chasing This Feeling»                 | 6:22         |
| 17.                 | «Glossolalia»                                       | 2:07         |
| 18.                 | «(Leaving) The House Where We Grew Up»              | 6:01         |
| 19.                 | «Tornado Warning»                                   | 4:50         |
| Общая длительность: | Общая длительность:                                 | 1:49:50      |